# ビドゴシチ住民殺害事件
ビドゴシチ住民殺害事件（ビドゴシチじゅうみんさつがいじけん）は、1939年9月のナチス・ドイツによるポーランド侵攻開始から10日間のうちにポーランド西北部の都市ビドゴシチ(Bydgoszcz)とその周辺で発生した住民殺害事件である。以下、血の日曜日事件と呼称する。
ドイツの自衛団が退却するポーランド軍に対して狙撃した後、ポーランド側は在ポーランド・ドイツ人に対しての反感があり、ビドゴシチ市陥落後、ドイツ国防軍や自衛団によって、ポーランド人の人質を報復として処刑した。これら一連の出来事は、ドイツ人とポーランド人双方の民間人で死者を出すに至った。ポーランドの国家記銘院は、ドイツ人の民間人に254人の犠牲者が出て、ポーランド側の民間人は、合計で106人の犠牲者(民間人が86人、ポーランド兵が20人)が死亡した。約600人から800人のポーランド人の人質が市の陥落後処刑されたとみられている。
ドイツ軍が市を占拠した後、1200人から1300人のポーランドの民間人をタンネンベルク作戦の一環として、報復措置のため殺害した。処刑された出来事や場所は、死の谷と呼ばされている。殺害された者にはビドゴシチ市の市長である、レオン・バルチシェフスキが含まれていた。同市の50人のポーランド兵捕虜は、後にナチスによって、血の日曜日事件に参加したかどで銃殺刑に処された。
血の日曜日という名称は、ナチスのプロパガンダが公式に命名したものである。これについては、「（前略）ブロムベルクで行なわれたドイツ人に対するポーランドの残虐さをニュースとして知らしめなくてはならない。血の日曜日というのは、常用単語として辞書に恒久的に掲載されなければならず、地球全周にも波及しなければならない。そのため、この単語には、常に下線を引いておかなければならない」という風に取り上げられている。

## 背景
ビドゴシチは、1772年までポーランド・リトアニア共和国の一部であり、第一次ポーランド分割によって、プロイセン王国に併合された。ビドゴシチは、プロイセン王国の一部として、1871年ドイツ統一の影響を受け、ドイツ帝国に加えられた。第一次世界大戦終戦までは、ドイツ帝国であった。1920年2月、ヴェルサイユ条約によって、ビドゴシチは、ポーランド第二共和国（ポモージェ県の行政区域）に加えられた。これによって、多数の民族ドイツ人が同市を立ち去り、ドイツへと移住した。戦間期にかけて、ドイツ人の人口は更に減少していた。
ドイツにおける、ナチス党の台頭は、ビドゴシチ市に大きな影響を与えた。ヒトラーは、フェルキッシュ運動に活力を与え、第一次世界大戦後にドイツ国外に居住しているドイツ人にアピールし、ナチス党の知識層へとリクルートした。少数のドイツ人が居住している他国を併合することによって、大ドイツ国を作り出すことがヒトラーの目標であった。1939年3月までに、この野望は、ドイツ-ポーランド国境の両国の残虐行為の告発や不信感、そして国家主義的感情の高まりにより、ドイツ-ポーランド両国の関係は悪化の一途につながる。ヒトラーは、ポーランドに対して、ポーランド回廊を要求し、ナチスの併合に対してのポーランド側の抵抗が民族間の緊張を誘発する。1939年のポーランド侵攻数ヶ月前から、ドイツ側の新聞やヒトラーらはポーランド当局がポーランド在住のドイツ人に対して、民族浄化の組織や容認をしていると非難するプロパガンダキャンペーンを国内外に対して行なった。
1939年9月1日のポーランド侵攻後も、ポーランド、殊にビドゴシチにおいて、民族ドイツ人が迫害に遭っていたということを、ナチス党の新聞に掲載し続けていた。

## 事件の発生
9月初旬、ナチスドイツの諜報部アプヴェーアに所属するエルヴィン・フォン・ラハウゼンによる報告書によると、ドイツの破壊工作員はビドゴシチの前線後方で損害を被っていた。アプヴェーアによって調整されたビドゴシチの住民による作戦は、アプヴェーアのアーカイブに作戦報告と計画が文書化されている。ドイツ側のアーカイブには、破壊工作グループには、次の任務が与えられていた。ドイツ人協会の主要事務所、ドイツ郵便局の旅券発行事務所、ドイツ人私立学校を爆破すること、並びにドイツの劇場とポーランド青年ドイツ党への放火を行なうこと。これらの作戦は、SSによって調整並びに組織されていることが文書化されている。加えて、ブレスラウのアプヴェーアの記録によると、ビドゴシチにはアプヴェーア特殊破壊工作部隊があり、発電所の無力化とイノヴロツワフとトルン間の通信網の断絶を任務としていた。
これら、ビドゴシチの破壊工作部隊に加えて、アプヴェーアは同市に準軍事組織がいることを記録している。ドイツ連邦軍事公文書館にある記録によれば、現地のクライスというドイツ人が指揮を執る武装組織には150人の人員がおり、この組織はポズナンの大規模な武装組織の一部であり、合計すると2,077人の人員がいた。この組織に加えて、オットー・マイスターというドイツ人が指揮を執る10人の武装部隊がビドゴシチにあり、ヴロツワフのアプヴェーア支局より命令を受けていた。ポーランド侵攻直前の8月末までに、ポーランド警察が、爆発物やナチスの腕章や銃を発見し、何人かを逮捕していた。
9月2日から3日にかけて、ポーランド軍の制服に変装したドイツの破壊工作員は、ビドゴシチの2つの地区の住民に対して、「ポーランドは敗北したから退避しろ」と呼びかけ、その結果、多数の市民がパニックになり、逃げだした。混沌とした状況によって、ポーランド軍の移動は阻まれてしまった。
9月3日の朝までには、現地でポーランド人と良好な関係を築いていた少数のドイツ人が、「何か悪いことが起きる」ため、隠れるようにと警告を発し、午前10時まで隠れるという条件で避難所を提供したが、何が起きるかの詳細については明かせないと言った。
ポーランド陸軍は、ビドゴシチ経由で退却した際、ドイツの不正規兵より攻撃を受けた。イギリス人の目撃者によると、退却中のポーランドの砲兵部隊がドイツ人によって屋内から狙撃されたとのことだった。ポーランド軍は応戦し、イエスズ会の教会からも狙撃を受けた。その後、双方に死傷者が発生した。ドイツの不正規兵の捕虜は即座に処刑され、暴徒と化した群衆によってリンチされたことも目撃されている。2004年のポーランドの調査によると、ポーランドの部隊は、少数民族であったドイツ人とドイツ軍情報部（アペヴェーア）によって撃たれたと結論付け、40人から50人のポーランド軍と100人から300人のドイツ人が死亡した。

## ドイツ側によるプロパガンダ
ヨーゼフ・ゲッベルスの宣伝省は、ドイツのポーランド侵攻の指示を得るためにこの事件を利用した。イギリスの歴史家イアン・カーショーは下記の様に書き留めている。
ドイツ側のプロパガンダは、民族ドイツ人への攻撃は、報復と見なされた初日の出来事を凌駕する民族浄化政策のために利用された。ドイツ側は、1939年11月に5,400人が9月事件（ブロムベルク血の日曜日を含む）で死亡したと主張した。そして、1940年2月には、ヒトラー自身の指示によって、この人数は約10倍の58,000人に引き上げられた。最も信頼のおけるデータとして、暴虐、強行軍、爆撃、砲撃などによる民族ドイツ人の死者数は4,000人であろう。これら残虐行為は、多かれ少なかれ、混乱状態やドイツ軍侵攻による恐怖感によって、自然発生的な憎悪によって引き起こされたものである。これら民族ドイツ人に対してなされた残虐行為は、ドイツ側がポーランド人の奴隷的存在以外を根絶することと、ドイツ支配による計算された残虐な扱いを比較しても、正当化できないものであった。
1939年10月4日のヒトラーの極秘指令では、1939年9月1日から10月4日にかけて、ドイツ人によって行われた全犯罪は訴追されないものとすると明示されていた。
1939年から1940年にかけてのドイツ国防軍戦争犯罪局の調査によると、これら一連の出来事は、ポーランド軍内でのパニックと混乱によって引き起こされた事件であるとしている。ドイツ国防軍の調査には、捕虜となったポーランド兵、ビドゴシチの民族ドイツ人と市周辺の村やポーランドの民間人が含まれていた。犠牲者の遺体が掘り起こされ、死因には、軍用ライフルが使われた可能性が考慮された。

## ドイツの報復と虐殺行為
この事件の結果、ドイツによる報復とポーランドの民間人の大量処刑が行われた。血の日曜日事件に対する報復として、多数のポーランド人がアインザッツグルッペンや、武装親衛隊やドイツ国防軍によって処刑された。ドイツの歴史家クリスティアン・ライツ・フォン・フレンツによると、876人のポーランド人が1939年終わり頃までに、ドイツの法廷で裁かれた。87人の男性と13名の女性が控訴権無しの判決を受けた。ポーランドの歴史家、チェスワフ・マダジッチは、血の日曜日事件に関連して、120人が処刑され、ドイツ兵がポーランドの狙撃兵に狙われたのち、20人の捕虜が処刑されたとしている。
ドイツ側の報告によると、ポーランドの狙撃手が数日間にわたり、ビドゴシチにいるドイツ軍部隊を攻撃していた（ただし、ポーランド側は、これについては確認していない）。ドイツ側の総督であるウォルター・ブレーマー将軍（後方軍地域司令官）は、数日間にわたり80人のポーランド人の人質の処刑を命じた。9月8日までには、200人から400人のポーランド人が殺害された。リチャード・ローデスによると、多数のボーイスカウトが市場にある壁に立たされ、射殺された。最後の晩餐を執り行うために、駆け付けた牧師も撃たれ、5か所に銃創を負った。虐殺は１週間続き、街にいた34人の主だった商人は撃たれ、その他多くの有力者も射殺された。
多くのポーランド人、とりわけ知識階級に属する人やユダヤ人は、強制移送か即座に殺されるかした。ビドゴシチの20,000人以上のポーランド人(同市の14 %の人口に相当)は、射殺されるかドイツ軍が占領中に強制収容所で死んだ。

## 学術界での論争
血の日曜日事件における、犠牲者の正確な数については、今なお論争が続いている。ピーター・アウリッヒ（ドイツ人ジャーナリストでピーター・ナザルスキーのペンネーム）はビドゴシチでのドイツ人の死亡者を366人とし、ヒューゴ・ラスマスは少なくとも415人としている。ポーランド人歴史家のウウォジミエシュ・ヤストジェンブスキとチェスワフ・マダイチクは、民族ドイツ人の死亡者数は103人（ヤストジェンブスキによる）と300人（9月3日に150人死亡、その後の数日間で残りが死亡）と推定している。
ポーランドの歴史家は、これら死亡者数については戦闘中に起きた犠牲であり、民間人の死亡者のほとんどは、市街地戦という状況につきものの出来事とすべきであるとしている。彼らはまた、民間人の犠牲はドイツ空軍による攻撃によって発生したものであるかもしれないとも述べている。ドイツ空軍によって民間人に犠牲が出たことは、ドイツ人によって目撃されている。ナチスのプロパガンダはポーランドにおける少数のドイツ人をポーランド側は敵視しているということを補強し、ポーランド侵攻中は少数のドイツ人が軍隊を支援していると報じた。これによって、ポーランド側は誤解を助長することになり、ポーランド人は少数のドイツ人を積極的に敵視することを期待していたからである。
更なる大きな論点として-ポーランドの歴史家が示唆したように-ポーランド軍への攻撃の口火を切った第五列のドイツ人がいたかという問題である（もしいたのであれば、ビドゴシチのドイツ人市民であったのかそうでなかったのか）、また、-ドイツの歴史家が議論するように-ポーランド軍(やパニックに陥った市民)が混乱の最中、過剰反応し、ドイツ人の民間人を標的としたのか。この議論については、ドイツ側の文書を精査したところ、ナチスドイツの諜報機関によって監督されたビドゴシチの陽動や破壊工作のグループの存在が確認されたことによって解決された。戦闘中によって死亡したドイツ人は歴史家によって、シュチェチン出身のオットー・ニーフェルトというアペヴェーアの諜報員であったことが確認された。ピーターによる証明は、ハリー・ゴードンによって、最も確度が高いドイツ側の証明とされる。ただ、ピーターの説はポーランド側では受け入れられておらず、恐らく、ナチス側によって収集された目撃証言を無差別に使用したためとみられる。ピーターによると、警察部隊がビドゴシチから撤収し、興奮状態にあるポーランド人が多くのドイツ人がポーランド兵への攻撃を仕掛けたことについて非難し、自分たちの身を守ろうと立ち上がったポーランド人を処刑したとしている。	ラスムスは、このようなことが起きた原因を、混乱した状況であったことと、ビドゴシチに駐在していたポーランド軍が無秩序であったこととしている。
フォン・フレンツは、ビドゴシチでは、急速に退却する兵士の混乱や、二度にわたるドイツ軍による空襲後のポーランド人での混乱や治安の悪化や、前日のドイツ軍の少人数から成る偵察部隊の発見によってこれらの出来事につながったのだと記している。彼は、ナチスドイツの民間人の犠牲者と報告書を引用し、後にナチスが現場に招へいした赤十字社によって裏付けられた。フォン・フレンツはまた、ドイツ人に対しておこなわれた残虐行為については、ポーランドの第五列による仕業と同じくらい信用できないものであるとしている。作家のブランケは、血の日曜日事件への参画を話していた民族ドイツ人は知られていないとしているが、2007年までに発見されたナチスの文書では、援助、物資や医療品が、ドイツの破壊工作員とその家族に対して付与されていたことがわかっている。戦後の協力裁判では、血の日曜日事件に関して、民族ドイツ人で裁かれたものはいなかった。第五列説に関して行われた別の反論では、ポーランド軍の部隊は、ドイツの正規軍の先遣部隊によって狙われたか、あるいは集団撤退の中で混乱状態に陥ったポーランド兵によって射撃されたとするものである。フォン・フレンツは、ポーランド軍と民間人がドイツ人民間人への虐殺は、混乱によって引き起こされたものであるとしている。ポーランドの歴史家は、ドイツの歴史学が、あくまでもナチスドイツを出典としており、ポーランド側に多数存在する出典を無視していると考えている。
ポーランドの歴史家、マダイチク、ヤストジェンブスキ、カロル・マリアン・ポスピエザルスキー、リチャード・ウォーといった歴史家は、虐殺は、民間人に扮した民族ドイツ人がポーランド兵に対して（ヤストジェンブスキは、ドイツ人追放組織と関わるようになり後に見解を変えている）、発砲したことが引き金になってしまったとしている。ポーランド人は、これに対しての報復措置として、捕虜を処刑した。ポーランド側の歴史家は、ナチスのトップシークレットのヒムラー作戦（8月31日から9月1日に発生)を、ポーランドがドイツへ侵略行為を行なったと錯覚させるために計画されたものであったと指摘している。このように、グライヴィッツ事件や、ビドゴシチでの事件は、ポーランドの信用を失墜させるための大がかりな計画の一部であったと主張されている。そして、ドイツの第五列の工作員（またはより高位のナチス指導者）が、ナチスのプロパガンダを煽る手段として、ドイツ民間人に被害が出るように故意に計画した可能性を論じている。この議論については批判があり、ドイツ人がプロパガンダのために、自らの身を犠牲にしたのだろうかという疑問を提示している。

## 直近の議論
ポーランドの歴史家の間での直近のコンセンサスは、この事件は、ドイツ民兵によるポーランド人とポーランド軍への攻撃であったというものである。
2004年には、歴史家のトマシュ・チンチンスキーは、国立追憶研究所の出版物で、血の日曜日に関する研究を要約し、歴史家の大多数は、ビドゴシチのドイツ市民と第三帝国からやってきた諜報員による反乱が起きたという点で意見が一致していることを確認した。彼は、ドイツ軍によって、1939年9月に陽動作戦が行われた詳細かつ新しい証拠を記載した著作を出版した。現地の少数の民族ドイツ人を含む、ドイツ人の第五列の行動に関して、ポーランド側には多数の目撃者がいるとしている。ポスピエサルスキはポーランド軍の部隊に対して、ドイツの民間人が発砲したというケースは46件あり、これについては、複数の目撃証言があると引用している。ポーランド陸軍にも、ドイツ側の文書にも、武装したドイツ系ポーランド人がその他の都市でも破壊活動を行なっていたことが確認されている。ドイツの歴史家によると、もし第五列の隊員がいたとしても、ビドゴシチ出身者ではなく、ドイツからの侵入者であるとしている。目撃証言については、リチャード・ブランケによって、否定されている。2004年、チンチンスキーは大規模な陽動作戦が9月3日ビドゴシチにおいて、行われ、その前後に、周辺地域で小規模な事件が多数発生したというポメラニア地方のポーランド陸軍の非公開の報告書について議論した。
ポーランドとドイツの多数の歴史家は、2006年9月4日に、ワルシャワにある、ドイツ歴史研究所で議論を行なった。チンチンスキーは、新しく発見されたアペヴェーアの文書を基に、ビドゴシチにおいて第五列と陽動作戦があったことを指し示した。ビドゴシチではいくつかの準軍事部隊がドイツによって組織されたとしており、ビドゴシチで発生したポーランド人による、民族ドイツ人に対してのリンチ事件を矮小化した事例を、ポーランド共産主義政権下における、歴史学の偏りであるとして議論した。ドイツの歴史家ハンス・エーリヒ・フォルクマンは、ドイツの歴史学の問題点を指摘し、戦後初期はナチス時代の影響を色濃く受けており、信頼性が元より低いことを指摘し、ビドゴシチの事件は、未だ政治目的のために利用されているとしている。2007年までに、ドイツの公文書を研究した後、エルヴィン・ラホーゼン将軍が、ビドゴシチにおける破壊活動を称賛し、彼らに物資と医療品の支援を行なうよう手配していた文書が発見された。ドイツの歴史家、ヨッヘン・ベーラーは、2006年に出版した自身のポーランド侵攻に関する著作において、ドイツ公文書館よりポーランド兵がアペヴェーアの諜報員と民族ドイツ人によって攻撃されたことを示す文書が発見されたと記している。

## 参照
1. ↑  A. K. Kunert, Z. Walkowski, Kronika kampanii wrześniowej 1939, Wydawnictwo Edipresse Polska, Warszawa 2005, ISBN 83-60160-99-6, p. 35.
2. ↑  Higgins, David R. (2014). Behind Soviet Lines: Hitler's Brandenburgers capture the Maikop Oilfields 1942. Bloobsbury. pp. 9. ISBN 978-1782005995
3. 1 2 3  "Niemiecka dywersja w Polsce w 1939 r. w świetle dokumentów policyjnych i wojskowych II Rzeczpospolitej oraz służb specjalnych III Rzeszy" Tomasz Chińciński, page 181 Pamięć i Sprawiedliwość 4/2 (8), 159-195. 2005
4. 1 2  Perry Biddiscombe, Alexander Perry, Werwolf!: The History of the National Socialist Guerrilla Movement, 1944–1946, University of TorontoPress, 1998, ISBN 0-8020-0862-3, Google p.207
5. 1 2 3 4 5 6 7 8  (ポーランド語) Tomasz Chiciński, Niemiecka dywersja we wrześniu 1939 w Londyńskich meldunkach, Biuletyn Instytutu Pamięci Narodowej, nr 8-9/2004
6. 1 2  "Niemiecka dywersja w Polsce w 1939 r. w świetle dokumentów policyjnych i wojskowych II Rzeczpospolitej oraz służb specjalnych III Rzeszy" Tomasz Chińciński, page 180 Pamięć i Sprawiedliwość 4/2 (8), 159-195. 2005
7. ↑  Der "Volksdeutsche Selbstschutz" in Polen 1939/1940 Christian Jansen, Arno Weckbecker page 26-27, page 2010
8. 1 2 3  Historia Bydgoszczy, Tom II, część druga 1939-1945, pod redakcją naukową Mariana Biskupa, Bydgoszcz 2004 Wydarzenia 3 i 4 września 1939 r. w Bydgoszczy - "Blutsonntag"
9. ↑  Erich Kuby: Als Polen deutsch war. 1939–1945; Ismaning bei München: Hueber, 1986; ISBN 3-19-005503-3; p.64–65
10. 1 2  Norman Davies, God's Playground, Oxford University Press, 2005, ISBN 0-19-925340-4, p.331
11. ↑  Richard Blanke, The American Historical Review, Vol. 97, No. 2. Apr., 1992, p.580-582. Review of: Włodzimierz Jastrzębski,Der Bromberger Blutsonntag: Legende und Wirklichkeit. and Andrzej Brożek, Niemcy zagraniczni w polityce kolonizacji pruskich prowincji wschodnich (1886–1918)
12. ↑  Böhler, Jochen (2006) (ドイツ語). Auftakt zum Vernichtungskrieg. Die Wehrmacht in Polen 1939. Frankfurt: Fischer Taschenbuch Verlag. p. 144. ISBN 3-596-16307-2
13. ↑  Kershaw, Ian (25 October 2001). Hitler 1936-1945: Nemesis. Penguin Books Limited. p. 242. ISBN 978-0-14-192581-3
14. ↑  Diemut Majer, Non-Germans Under The Third Reich, p.424
15. ↑  Alfred M. de Zayas: Die Wehrmachtuntersuchungsstelle. 6. erweiterte Auflage, Universitas 1998
16. ↑  Friedrich Herber: Gerichtsmedizin unterm Hakenkreuz, Militzke Verlag, Leipzig 2002, p.300.
17. 1 2 3 4 5 6 7 8 9 10 11  Christian Raitz von Frentz, A Lesson Forgotten: Minority Protection Under the League of Nations, LIT Verlag Berlin-Hamburg-Münster, p.252 – 254
18. 1 2  Christopher Browning, The Origins of the Final Solution: The Evolution of Nazi Jewish Policy, University of Nebraska Press, p.29
19. 1 2  Christopher R. Browning, The Origins of the Final Solution: The Evolution of Nazi Jewish Policy, University of Nebraska Press, p. 32-33
20. ↑  Raitz von Frentz, page 254
21. ↑  General der Kavallerie Walter Braemer
22. ↑  Richard Rhodes, Masters of Death (first chapter), The New York Times
23. ↑  Katarzyna Staszak, Guenter Schubert, Bydgoska Krwawa Niedziela. Śmierć legendy Archived 2015-12-24 at the Wayback Machine., Gazeta Wyborcza, 25-09-2003
24. 1 2 3 4 5  Richard Blanke, The American Historical Review, Vol. 97, No. 2. Apr., 1992, pp. 580–582. Review of: Włodzimierz Jastrzębski,Der Bromberger Blutsonntag: Legende und Wirklichkeit. and Andrzej Brożek, Niemcy zagraniczni w polityce kolonizacji pruskich prowincji wschodnich (1886–1918)
25. 1 2  Christopher R. Browning, The Origins of the Final Solution: The Evolution of Nazi Jewish Policy, University of Nebraska Press, p.441, footnotes 68 and 69
26. ↑  Włodzimierz Jastrzębski, Relacje bydgoskich Niemców o wydarzeniach z września 1939 roku zebrane w latach 1958–1961 i wcześniej w Republice Federalnej Niemiec
27. 1 2 3 4 5 6  Gordon, Harry (1993). Orphans of Versailles: the Germans in Western Poland, 1918–1939. p. 230. ISBN 978-0-8131-1803-1
28. ↑  Konrad Piasecki "Włodzimierz Jastrzębski: To co się zdarzyło w Bydgoszczy miało podłoże emocjonalne." September 1, 2003
29. ↑  Niemiecka dywersja w Polsce w 1939 r. w świetle dokumentów policyjnych i wojskowych II Rzeczpospolitej oraz służb specjalnych III Rzeszy" Tomasz Chińciński, Pamięć i Sprawiedliwość 4/2 (8), 159-195. 2005
30. ↑  Günter Schubert (1989), p. 46
31. ↑  Kees, Thomas (1994) (ドイツ語). "Polnische Greuel". Der Propagandafeldzug des Dritten Reiches gegen Polen. (Magisterarbeit). Saarbrücken, Germany: Saarland University. p. 40
32. 1 2   Historycy wytropili dywersantów
Jacek Gałęzewski 03 September 2007 Gazeta Wyborcza
33. ↑  Jastrzębski, Włodzimierz (2008) (ポーランド語). Historiografia niemiecka wobec wydarzeń bydgoskich z pierwszych dni września 1939 roku. Warsaw: IPN. p. 232
34. ↑  “Krwawiąca pamięć” (ポーランド語).   Rzeczpospolita (2009年8月29日). 2024年5月16日閲覧。
35. ↑  Christopher R. Browning, The Origins of the Final Solution: The Evolution of Nazi Jewish Policy, University of Nebraska Press, p.442 (footnote 83)
36. ↑  James J. Wirtz, Roy Godson, Strategic Denial and Deception: The Twenty-First Century Challenge, Transaction Publishers, 2002, ISBN 0-7658-0898-6, p.100
37. ↑  Bradley Lightbody, The Second World War: Ambitions to Nemesis, Routledge, 2004, ISBN 0-415-22405-5, p.39
38. ↑  Czy historia jest wybiórcza? "Pomorska" pyta, odpowiada dr. Janusz Kutta, dyrektor Archiwum Państwowego w Bydgoszczy, Gazeta Pomorska, 20 VII 2003
39. ↑  "A jednak dywersja?" Archived April 5, 2008, at the Wayback Machine. Rozmowa z prof. dr. hab. Karolem Marianem Pospieszalskim z Poznania, prawnikiem i historykiem, badaczem dziejów dywersji niemieckiej w Polsce, Express Bydgoski
40. ↑  Wojan, Ryszard (1959) (ポーランド語). Bydgoszcz Niedziela 3 września 1939. Poznań: Wydawnictwo Poznańskie
41. ↑   Krwiawiaca Pamiec Rzeczpospolita 28.09.09
42. ↑  (ポーランド語) Tomasz Chinciński, Koniec mitu "bydgoskiej krwawej niedzieli" (The End of the Myth of the Bromberg (Bydgoszcz) Bloody Sunday), Bulletin of the Institute of National Remembrance (Biuletyn Instytutu Pamięci Narodowej), issue: 121/ 20032004, pages: 2427
43. ↑  (ポーランド語) Tomasz Chinciński, Niemiecka dywersja w Polsce w 1939 r. w świetle dokumentów policyjnych i wojskowych II Rzeczypospolitej oraz służb specjalnych III Rzeszy. Część 1 (marzec–sierpień 1939 r.). Pamięć i Sprawiedliwość. nr 2 (8)/2005
44. 1 2 3  (ポーランド語) Dyskusja panelowa "Wydarzenia bydgoskie z 3 i 4 września 1939 r." – Warszawa, 4 września 2006 r. Archived June 11, 2011, at the Wayback Machine.
45. ↑  Jochen Böhler: Auftakt zum Vernichtungskrieg. Die Wehrmacht in Polen 1939; Frankfurt: Fischer TB, 2006; S. 136, Anm. 577; ISBN 3-596-16307-2. Neue Dokumente und Archivquellen sollen belegen, dass polnische Truppen von Abwehr-Agenten und Angehörigen der deutschen Minderheit beschossen wurden